# Lemmings 2: The Tribes
Lemmings 2: The Tribes (Lemmings 2: Las tribus) es un juego de ordenador lanzado en 1993, como la primera secuela real al popular juego de lógica Lemmings. Como el original, fue desarrollado por DMA Design y publicado por Psygnosis. El modo de juego permaneció siendo el mismo como el del juego original, requiriendo al jugador dirigir a todos los lemmings a su salida dándoles la "habilidad" apropiada.

## Descripción
Ante nada destacar que son muchos los cambios y añadidos que se realizaron en esta secuela. Al comenzar hay una presentación explicando la línea de historia del juego. Segundo, hay muchas más habilidades disponibles a dar a los lemmings, a diferencia de las ocho del juego original. Hay un total de 120 niveles, pero en este juego fueron divididos en diez niveles para cada una de las doce tribus.
Lemmings 2 no fue tan popular como los Lemmings, y no fue portado a tantos sistemas como se hizo en el original. Una queja aparentemente común fue que las tantas habilidades son muy confusas para los jugadores, incluso existiendo el "Modo de Práctica" del juego. Sin embargo, fue muy bien recibido y considerado por muchos una gran secuela.

## Historia
Érase una vez doce tribus lemmings que vivían feliz y pacíficamente en la Isla Lemming. Un día, sin embargo, una gran oscuridad cayó a su tierra, como se decía en la antigua profecía. Esta profecía decía que el único camino para que los lemmings pudieran sobrevivir sería la de evacuar la isla, usando el poder del Talismán del lemming. Este talismán consistía de doce piezas, una perteneciente a cada tribu. Con la ayuda del Guía que los ha ayudado antes, todos los lemmings debían ahora alcanzar el punto más céntrico de su isla para escapar de la perdición.

## Modo de juego
El modo de juego en Lemmings 2 difiere del original en las siguientes formas:
Como ya se mencionó, hay muchas más habilidades (51 en total) disponibles en el juego, pero nada más que ocho son disponibles en cada nivel. Algunas habilidades son similares a los originales (como variantes en excavar y construir), otras son nuevas (varias habilidades de vuelo, por ejemplo). Una habilidad interesante es la del "atractor", el cual tocará un instrumento musical y hará a los lemmings cercanos que dejen de caminar para hacer un baile. El instrumento y bailes que hacen varían por tribu.
Un modo de práctica es agregado en lugar del modo de 2 jugadores. En este modo cualquier tipo de habilidad disponible puede ser elegida por el jugador para poder experimentar con él. Hay una elección de cuatro diferentes niveles de práctica.
Cada nivel de tribu puede ser iniciada en cualquier momento que se desee, y el progreso puede ser guardado desde el menú principal. El jugador comienza con 60 lemmings (en algunos juegos como el SNES comienzas con 40) por cada tribu, pero solo un lemming necesita hacer una salida para progresar al siguiente nivel. El número salvado será el mismo en el siguiente nivel. Como algunos niveles pueden requerir varios lemmings para completarse, el jugador puede tener que volver a jugar un nivel anterior para salvar más lemmings para los siguientes si se ve que no tiene suficientes.
El jugador será recompensado con una medalla de bronce, plata u oro, dependiendo de cuántos lemmings se han salvado en ese nivel. Esto también dictará el tipo de parte del talismán recibida una vez que todos los niveles de la tribu hayan sido completados. Para ver el epílogo y los Créditos todas las partes de talismán doradas tienen que ser ganadas, también rescatando a por lo menos 20 lemmings por cada tribu.
Cada tribu tiene su propio set de gráficos, su propia música de fondo, sus propias "trampas" y sus propias animaciones de salida. Las habilidades sin embargo no son limitadas a una tribu.
Las doce tribus son: Clásica (Classic), Espacial (Space), Deportiva (Sports), Del Aire Libre (Outdoor), Cavernaria (Cavelem), Egipcia (Egyptian), Circense (Circus), Medieval (Medieval), Playera (Beach), Sombría (Shadow), Polar (Polar) y Escocesa (Highland).
Un nuevo botón de avance rápido y un botón de abanico han sido agregados a los controles. El avance rápido reemplaza el botón de proporción de liberación del juego original, que te permitía liberar más lemmings a la vez. Ahora este juego puede incrementar la velocidad, así puedes saltar tiempos de espera más largo. El botón de abanico torna el cursor a un abanico, el cual es usado para empujar alrededor a cualquier lemming volador o a elementos impulsados por viento.
Pequeñas adiciones incluyen:
- En lugar de sólo morir, los lemmings ahora pueden marearse, tomando un segundo para levantarse y seguir caminando.
- Hay trampolines, el cual dejará a los lemmings saltar y rebotar.
- También hay cañones y catapultas en los niveles, que lanzarán a un lemming muy lejos.
- Los niveles se expanden tanto horizontal como verticalmente (esto debido a las habilidades de vuelo).
- Los lemmings con habilidades permanentes tendrán sus colores cambiados para una identificación más fácil.

## Descripción de las Habilidades

### Habilidades permanentes
Se quedan con el lemming hasta el fin del nivel. Como ya se mencionó, los lemmings con estas habilidades tienen el color de su cabello y ropa intercambiados:
- Escalador (Climber): Habilita a un lemming a subir una pared vertical para alcanzar la cima de la estructura.
- Flotador (Floater): Un lemming que use esta técnica puede caer sin morir.
- Paracaidista (Parachuter): Hace a un lemming como un flotador, pero este es afectado por viento.
- Escalador de Roca (Rock Climber): Hace a un lemming como un escalador, el cual puede subir superficies con ángulos de hasta 135°.
- Corredor (Runner): El lemming seleccionado correrá por el resto del nivel. Puede saltar sobre pequeños huecos.
- Deslizador(Slider): El lemming gira y se desliza por paredes verticales con una velocidad baja para no morir.
- Patinador (Skater): Habilita a un lemming a patinar sobre hielo. Un lemming sin esta habilidad resbalará en el hielo.
- Nadador (Swimmer): Habilita a un lemming a nadar. Es posible dar esta habilidad a un lemming a punto de ahogarse.

### Habilidades continuas
El lemming mantendrá haciendo esta acción hasta que le sea ordenado hacer otra cosa o se encuentre con otro obstáculo, el cual puede ser el aire en el caso de cosas que se excavan:
- Atractor (Attractor): Un atractor tocará algún instrumento musical, el cual hará a otros lemmings bailar en donde estén cerca del atractor.
- Globero (Ballooner): Hace a un lemming flotar y subir, hasta que el balón toque algo y se reviente (impulsado por viento).
- Golpeador (Basher): Usando esta habilidad, un lemming puede hacer un túnel horizontal, usando sus manos.
- Bloqueador (Blocker): Cambia la dirección de cualquier otro lemming que se tope con este lemming. Puede ser destruido con una bomba, y si la tierra en donde el lemming está de pie es removida, el lemmings se volverá un caminador (walker) de nuevo. Esta habilidad no está disponible en modo de práctica.
- Golpeador con Garrote (Club Basher): Usando esta habilidad, un lemming puede hacer un amplio túnel horizontal, usando un enorme garrote.
- Excavador (Digger): Hace a un lemming excavar un túnel vertical.
- Esgrimador (Fencer): Habilita a un lemming a excavar un túnel de forma horizontal y ascendente.
- Planeador (Hang Glider): Permite a un lemming volar a una dirección horizontal y descendente (impulsado por viento).
- Saltarín (Hopper): Hace a un lemming brincotear por todo el nivel.
- Las Alas del Ícaro (Icarus Wings): Hace a un lemming volar horizontalmente a través del aire (impulsado por viento).
- Remador de Kayak (Kayaker): El lemming usa un kayak para evitar ahogarse.
- Alfombra Mágica (Magic Carpet): Hace a un lemming flotar a través del aire sobre las superficies usando una alfombra mágica. (impulsado por viento).
- Magno-botas (Magno Booter): Usando las botas, un lemming puede caminar en paredes y techos. Un lemming en ese estado sólo puede dársele órdenes mientras esté derecho.
- Minero (Miner): Un minero excava de forma diagonal y descendente, creando pequeños 'escalones'.
- Rodador (Roller): Este torna a un lemming a un balón, moviéndose por las superficies a gran velocidad y haciendo un arco a través del aire.
- Cavador (Scooper): Un lemming excava de forma diagonal y descendente, creando grandes 'escalones'.
- Trepador (Shimmier): Causa a un lemming saltar y recorrer el lado inferior de una superficie horizontal.
- Esquiador (Skier): El lemming irá esquiando abajo rápidamente, saltando si hay una rampa al fondo.
- Pisoteador (Stomper): Salta en el aire, dejando un hueco vertical en el piso cuando aterriza. Es esencialmente lo mismo que el excavador, pero es mucho más rápido.
- Superlem: Hace a un gran lemming que vuela a través del aire, siguiendo el cursor. El Superlem regresará a la normalidad golpeando un obstáculo o atrapando al cursor.
- Surfeador (Surfer): El lemming empieza a surfear para evitar ahogarse (impulsado por viento).
- Retorcedor (Twister): Torna a un lemming un excavador multidireccional (impulsado por viento).

### Habilidades temporales
El lemming mantendrá haciendo esta acción hasta que se quede sin materiales, o un cierto período de tiempo ha pasado:
- Arquero (Archer): Usa un arco para disparar una flecha en la dirección que se especifique.
- Disparador de Bazuka (Bazooker): Usa una bazuka u dispara un proyectil, haciendo un hoyo en una dirección semihorizontal.
- Bombardero (Bomber): Un bombardero pone una bomba explosiva en el piso. Esta bomba NO matará al lemming.
- Constructor (Builder): Un constructor hará una escalera de una dirección diagonal ascendente, usando un máximo de 12 escalones.
- Clavadista (Diver): El lemming salta una pequeña distancia para luego caer en picada.
- Explotador (Exploder): Esto hará a un lemming explotar después de 5 segundos.
- Llenador (Filler): Vacía una cubeta con algo de fluido, llenando hoyos antes de que se vuelva sólido.
- Lanzallamas (Flame Thrower): El lemming dispara una rápida flama, el cual destruye superficies en una dirección horizontal.
- Vertedor de Pegamento (Glue Pourer): Vacía una cubeta con fluido que seguirá la tierra hasta que alcance un obstáculo o un borde, luego se soldifica. Si alcanza un borde, creará un puente tan delgado como el borde.
- Jet Pack: Ata una mochila al lemming, permitiéndole levitar sobre superficies (impulsado por viento).
- Saltador (Jumper): Esta habilidad hará al lemming seleccionado saltar una vez.
- Destructor Láser (Laser Blaster): Con un destructor láser un lemming puede hacer un túnel vertical disparando hacia arriba. El rayo tiene una larga pero limitada distancia.
- Mortar: El mortero dispara un proyectil que crea un hoyo en una dirección semidiagonal.
- Saltador con Garrocha (Pole Vaulter): El lemming corre, saca una garrocha muy grande y la usa para lanzarse en el aire. Un área larga plana y sin obstáculos es necesaria para hacer esto exitosamente.
- Jardinero (Planter): Un lemming que use esta habilidad plantará algunas semillas que se transformarán en plantas.
- Constructor de Plataformas (Platformer): Un lemming construirá una plataforma horizontalmente usando un máximo de 12 placas.
- Atador (Roper): Usa un gancho sujetador y una soga para crear un camino en la dirección que se especifique.
- Lanzador (Thrower): Un lanzador lanza una roca pequeña al aire. Si este lemming es un corredor, podrá arrojar más lejos la roca.
- Vertedor de Arena (Sand Pourer): Vacía una cubeta con algo de arena, el cual forma una pequeña colina donde es vertida.
- Lanzador de Jabalinas (Spearer): Lanza una jabalina al aire hacia una dirección semihorizontal. Si este lemming es un corredor, podrá arrojar más lejos la jabalina.
- Apilador (Stacker): Un apilador construirá una torre vertical colocando cajas alternadamente en 2 pilas.

### Atractor
Como ya se mencionó antes, un lemming atractor tocará un instrumento musical y hará a los lemmings cercanos que dejen de caminar para hacer un baile. El instrumento y bailes que hacen varían por tribu. A continuación se describirá el instrumento para cada tribu y el tipo de baile que hacen (A excepción de la tribu clásica):
- Space: Tocará un teclado electrónico, haciendo que los lemmings bailen al estilo robótico.
- Sports: Tocará un guitarrón, haciendo que los lemmings empiecen a hacer calistenia.
- Outdoor: Tocará una trompeta, haciendo que los lemmings bailen al estilo Jazz.
- Egyptian: Tocará una flauta, haciendo que los lemmings bailen al estilo egipcio.
- Circus: Tocará una combinación de tambor, platillo y tuba, haciendo que los lemmings bailen como payasos.
- Medieval: Tocará un bandolón, haciendo que los lemmings bailen un tipo de vals.
- Beach: Tocará una radio, haciendo que los lemmings bailen un baile playero.
- Shadow: Tocará unos platillos, haciendo que los lemmings hagan un tipo de ejercicio.
- Polar: Tocará un cuerno gigante, haciendo que los lemmings bailen como en los villancicos.
- Highland: Tocará una gaita, haciendo que los lemmings bailen una danza escocesa.

## Conversiones
El juego se conversionó a DOS, Super Nintendo Entertainment System, Game Boy, Mega Drive, Sega Mega-CD, Acorn Archimedes y Atari ST.
El siguiente juego de la serie de los Lemmings después de Lemmings 2 es Lemmings 3 (1994), conocido como All New World of Lemmings (Un nuevo mundo de Lemmings) o Lemmings Chronicles, en el cual continúa la historia con las tribus Clásica, Egipcia y Sombría.